# Rayon cathodique

Représentation schématique d'un appareillage d'un tube de Crookes. A est une source d'énergie à faible tension pour chauffer la cathode C (une cathode froide fut utilisée par Crookes). B est une source d'énergie à haute tension afin de stimuler l'anode P recouverte de phosphore. Le masque occultant M est connecté au potentiel de cathode et son image est perçue sur le phosphore comme une zone sombre.

Un rayon cathodique est un faisceau d'électrons observé dans un tube à vide, c'est-à-dire dans un tube de verre sous vide équipé d'au moins deux électrodes — une cathode et une anode — dans une configuration connue sous le nom de diode.
Lorsque la cathode est chauffée, elle émet une radiation, qui voyage jusqu'à l'anode. Si les parois internes du verre se trouvant derrière l'anode sont recouvertes avec un matériau phosphorescent les électrons incidents induisent un scintillement. L'existence des rayons cathodiques fut initialement supposée lors des premières études dans les tubes à vide en plaçant des plaques de métal entre les électrodes, qui projetaient une ombre sur la surface phosphorescente. Cela laissait penser que la cause de l'émission de lumière était imputable à des rayons émis par la cathode et frappant l'enduit. Ils se propagent jusqu'à l'anode en lignes droites et continuent au-delà sur une certaine distance.

## Histoire
Après l'invention en 1650 de la pompe à vide par Otto von Guericke, les physiciens commencèrent des expériences sur l'électricité en milieu d'air raréfié. En 1705, il fut remarqué que les étincelles d'un générateur électrostatique voyageaient sur une plus grande distance dans l'air raréfié que dans l'air « standard ». En 1838, Michael Faraday fit passer du courant au travers d'un tube de verre contenant de l'air raréfié et nota qu'un étrange arc lumineux commençant à l'anode et finissant à la cathode se produisait. Le seul endroit dans lequel il n'y avait pas de luminescence se situait juste en face de la cathode, et fut appelé « espace sombre de la cathode », « espace sombre de Faraday » ou « espace sombre de Crookes ». De fait, il fut bientôt connu que lorsqu'une tension est appliquée à de l'air raréfié, de la lumière est produite.
Les scientifiques commencèrent à se déplacer de ville en ville pour effectuer des démonstrations réjouissant les audiences en produisant des scintillements lumineux dans des tubes de verre. Ils procédaient en prenant d'abord un tube de verre en dehors duquel ils pompaient l'air. Puis, des fils de fer étaient attachés à chaque extrémité du tube, puis une tension y était appliquée. Cela faisait scintiller le tube. En 1857, le physicien et souffleur de verre allemand Heinrich Geissler réussit à augmenter l'extraction d'air avec une pompe améliorée et remarqua un scintillement fluorescent, inventant de fait le tube de Geissler. Alors que les tubes de Geissler sont censés provoquer une faible pression de gaz pour scintiller, des observateurs notèrent que certains verres utilisés dans l'enveloppe du tube (scellées) étaient susceptibles de scintiller, mais seulement si leurs extrémités étaient connectées à la borne positive de la source d'énergie. Des tubes spéciaux furent développés pour l'étude de ces rayons par William Crookes, qui par la suite portèrent son nom.
Jusqu'à la fin du XIXe siècle, ce phénomène fut étudié de manière détaillée par les physiciens et en particulier Julius Plücker qui entama leur étude systématique en 1858, rapportant un prix Nobel, par exemple, à Philipp von Lenard. Il fut bientôt compris que les rayons cathodiques étaient constitués en fait de porteurs d'électricité (particules) appelés électrons. Le fait que la cathode émette les rayons montre que les électrons ont une charge négative.

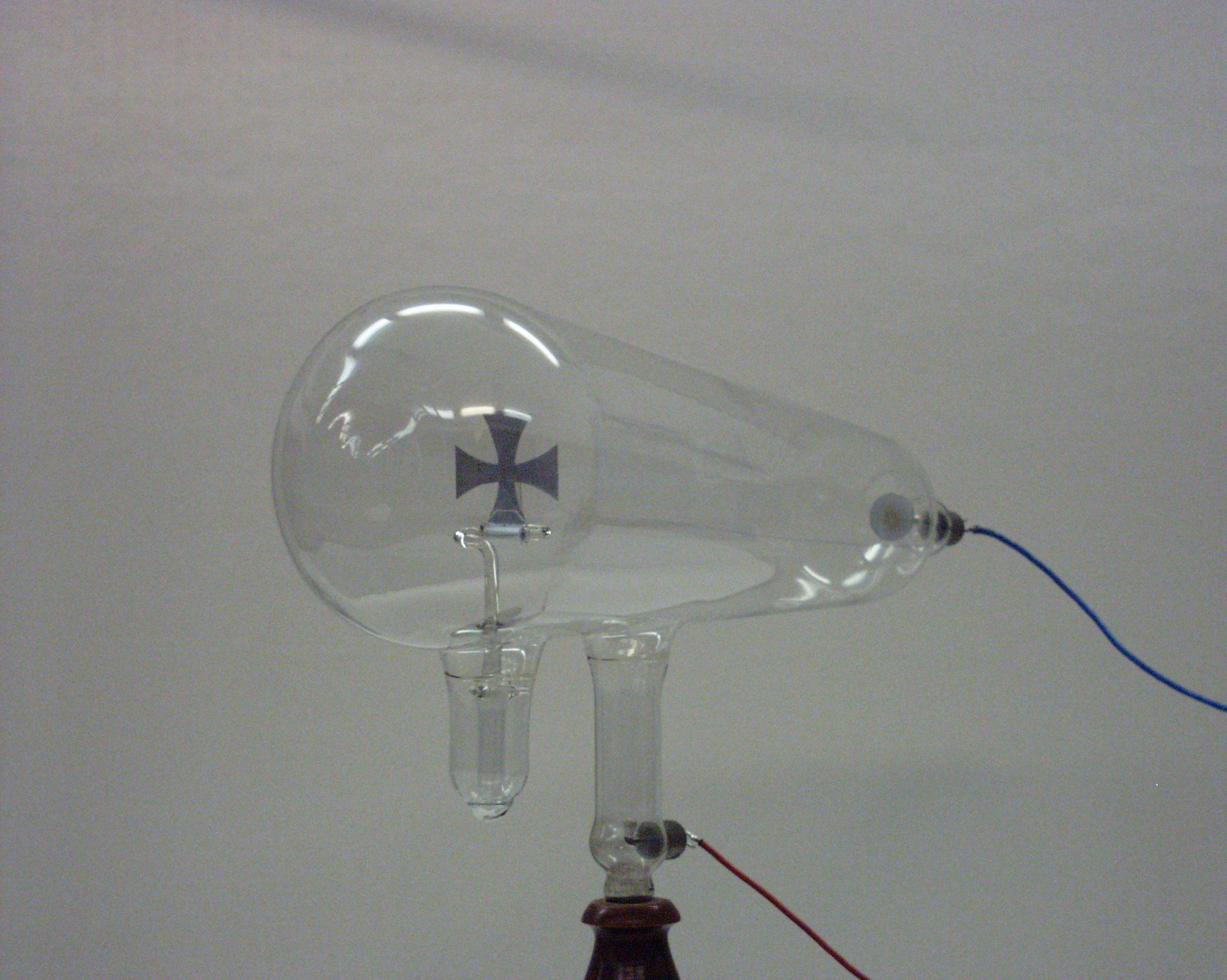
Tube de Crookes
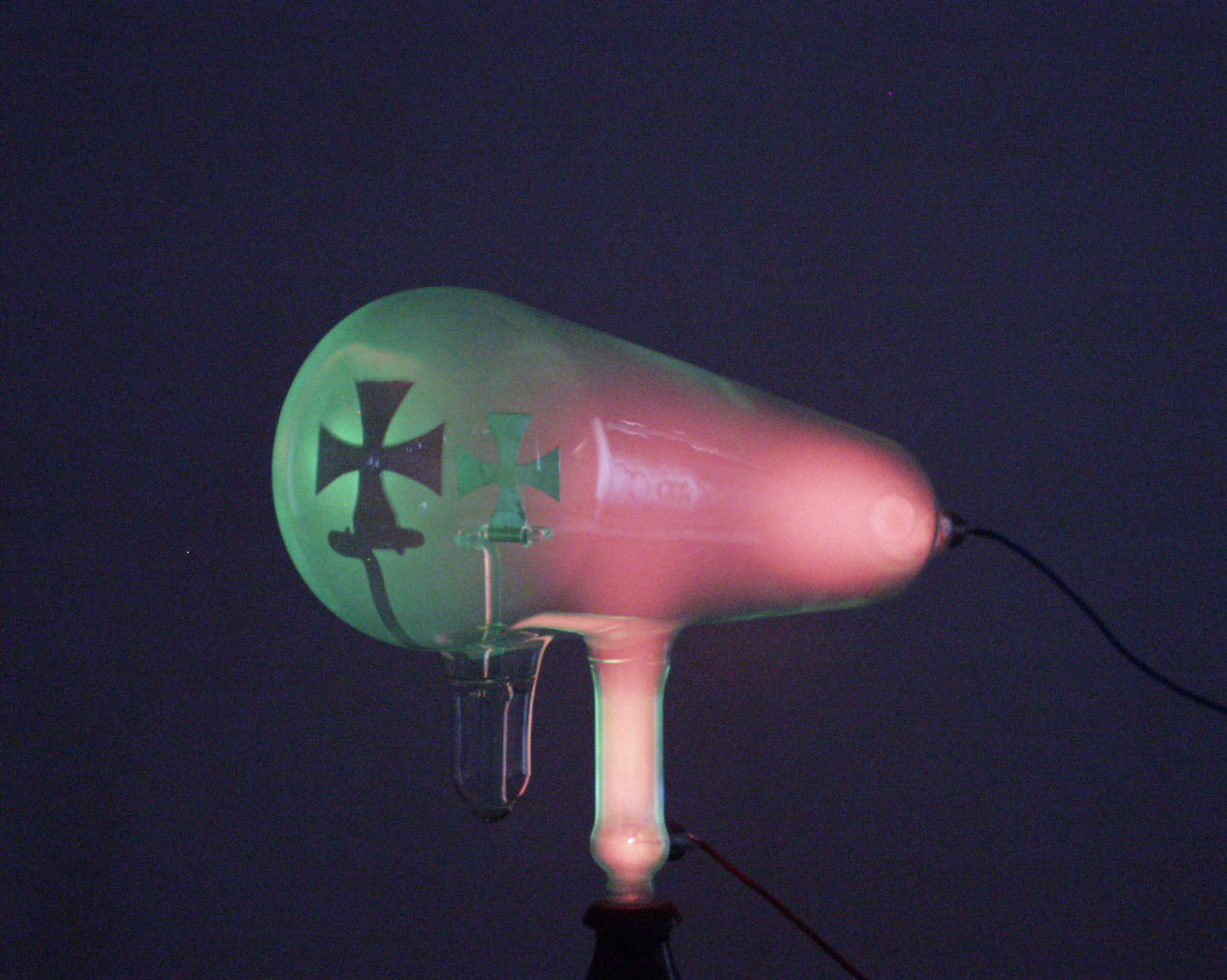
Tube de Crookes en action
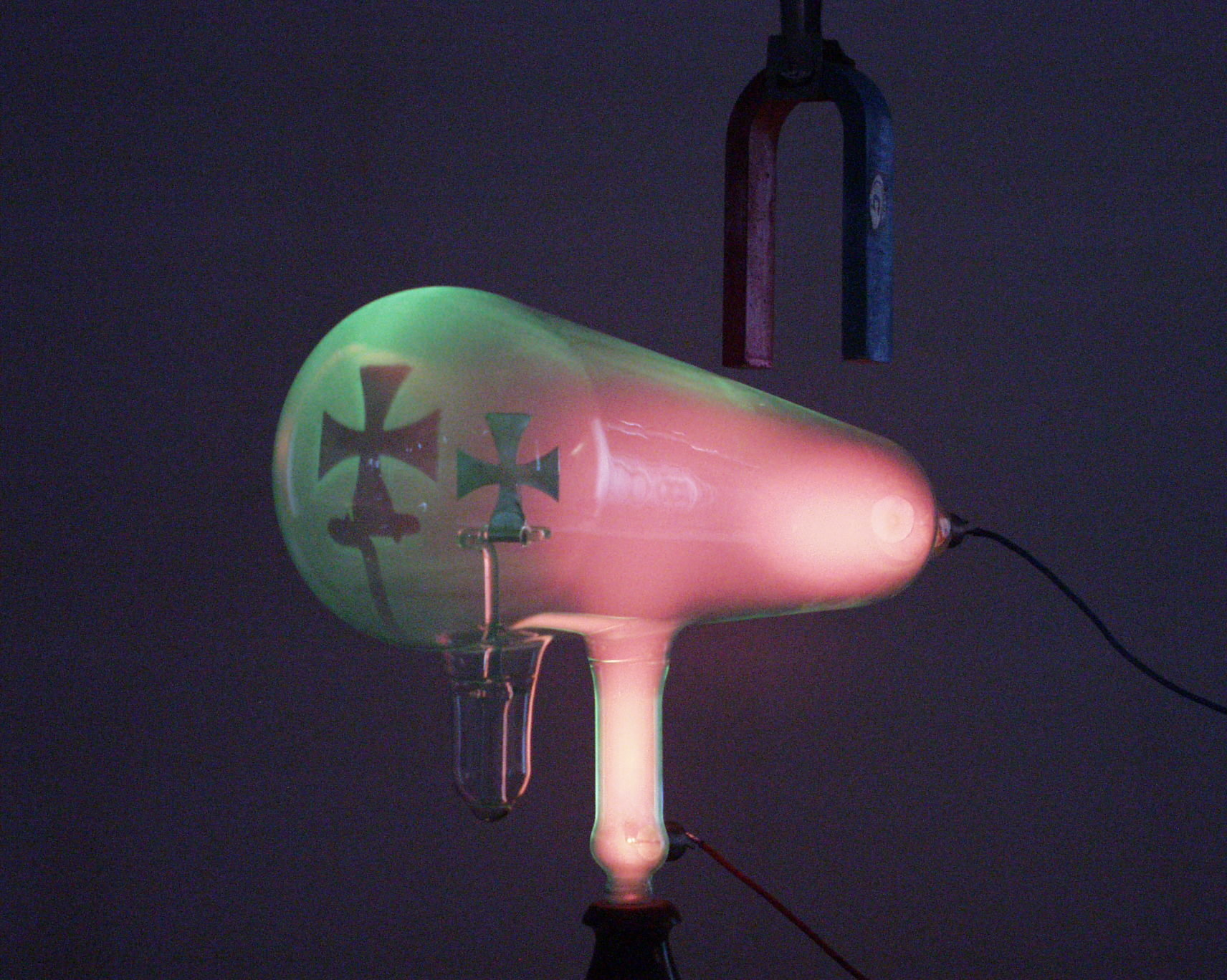
Rayon cathodique dans un champ magnétique 1.
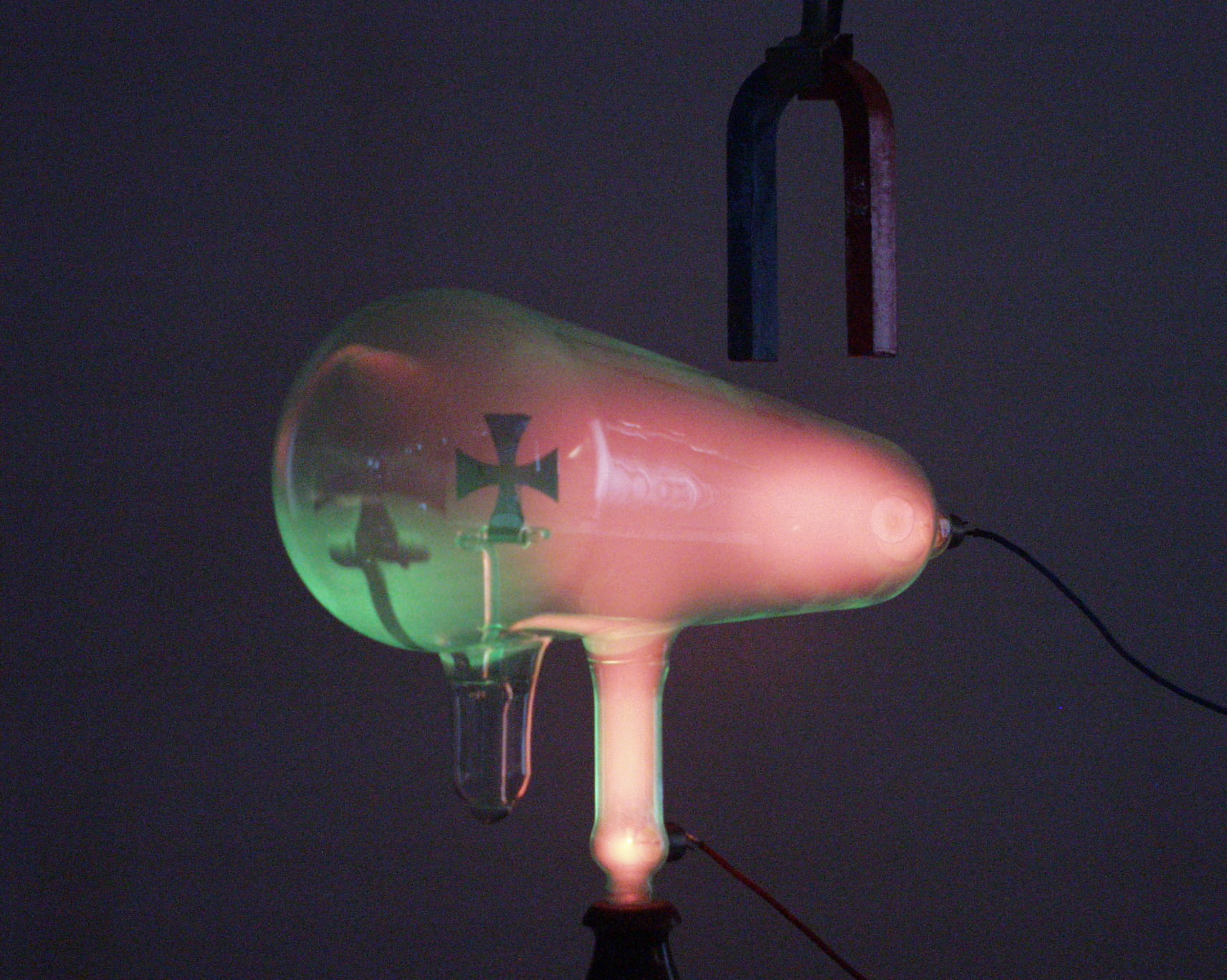
Rayon cathodique dans un champ magnétique 2.

## Applications

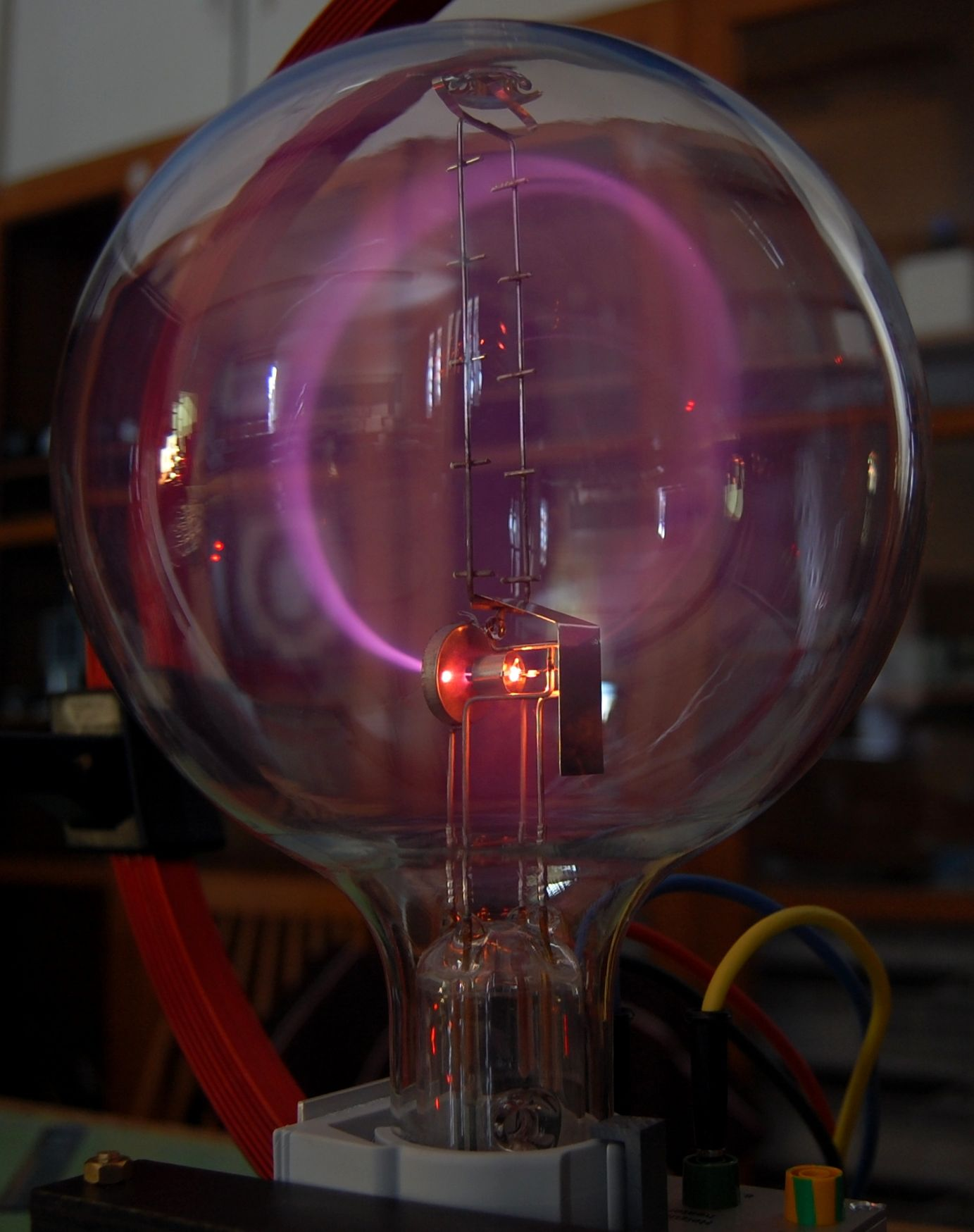
Mouvement du cyclotron. Un faisceau d'électrons défléchis par un champ magnétique forme un cercle par effet cyclotron. La lueur provient de l'excitation des atomes gazeux prisonniers de l'ampoule.

Les rayons cathodiques se propagent en ligne droite en l'absence d'influences extérieures, mais sont déviés par des champs électriques ou magnétiques (qui peuvent être produits en plaçant des électrodes à haute tension ou des aimants en dehors du tube à vide - ce qui explique l'effet des aimants sur un écran de télévision). Une amélioration de l'idée est le tube cathodique, connu aussi comme tube de Braun (il fut inventé en 1897 par Ferdinand Braun). Le tube cathodique fut crucial pour les téléviseurs (jusqu'à ce que les technologies évoluent), les oscilloscopes et tubes caméra vidéo.
En plus de leurs utilisations dans les tubes à rayons cathodiques, les faisceaux à haute énergie d'électrons relativistes (généré par des types variés d'accélérateurs de faisceaux d'électrons) sont utilisés de manière extensive par de nombreuses industries pour du soudage par faisceau d'électrons de précision, le traitement rapide de plastiques thermodurcissables, ou encore la réticulation de thermoplastiques pour l'amélioration de leurs propriétés physiques. Les faisceaux d'électrons relativistes peuvent aussi servir de milieu amplificateur pour les lasers à électrons libres.
Les développements récents dans la technologie des accélérateurs de faisceaux électroniques incluent des accélérateurs modulaires compacts KeV utilisés pour les emballages, la stérilisation de matériel médical et les traitements de l'air. Ces appareillages produisent beaucoup moins de rayons X que les accélérateurs MeV avec des logements ressemblant aux premiers fours à micro-ondes au lieu de bunkers dédiés aux lignes d'accélération.